# دهستان بهارستان
دهستان بهارستان نام دهستانی در بخش مرکزی شهرستان نائین، استان اصفهان ایران است. براساس سرشماری مرکز آمار ایران در سال ۱۳۸۵، جمعیت آن ۱۶۰۳ نفر (۵۷۲ خانوار) بوده‌است.

## موقعیت جغرافیایی
کجان(kajan)مرکز دهستان بهارستان شهرستان نائین در تقسیمات کشوری تا سال ۱۳۶۸ بخشی از برزاوند اردستان بود و از آن پس جزء منطقه بهارستان شهرستان نائین قرار گرفت. این دهستان در دامنهٔ سلسله کوه‌هایی قرار دارد که از طرف جنوب غربی به کوه‌های زفره (اصفهان) ( مارشنان – بید آخوند ) و امتداد آن تا جنوب شرقی گردنه ملااحمد ، سلسله کوه‌های میل (این کوه با ارتفاع ۳۰۳۵ متر) و مادر کوه ادامه یافته است. آبرفت‌های سمت شمالی این کوه‌ها و سیلاب‌های فصلی آن گاهی تا حوالی شهرستان نائین جاری و روان می‌گردد. نام کوه‌ها از غرب به شرق عبارتند از: کوه گاجستان، کوه میل و شاه کوه. همچنین در جنوب غربی کجان کوه دیگری به نام کوه قاسم‌آباد وجود دارد. بین کوه‌ها، دره‌هایی هستند که به نام‌های: لای قاسم‌آباد، لای بید، لای آب، لای اژدها، لای خرگوشی، لای سوتی و لای حاجی رمضان می‌باشند. کجان از مشرق به روستای بلان و از شمال به نیستانک و شمال غربی به نیسیان و از مغرب به زرد کوه و نهوج منتهی می‌گردد.

## روستاها - مزرعه‌ها و مکان‌های تحت پوشش
۱ - جلال‌آباد، ۲ - جوزدان سفلی، ۳ - جوزدان علیا، ۴ - سروستان، ۵ - صدرآباد، ۶ -
فرح‌آباد، ۷ - قاضی نوری، ۸ - کافی‌آباد، ۹ - گلستان، ۱۰ - نعیمیه، ۱۱- نوبهار، ۱۲
- نیستانک، ۱۳ - دلنگی‌آباد (نصرآباد)، ۱۴ - مزرعه نو، ۱۵ - ملکان، ۱۶ -
ولی‌آباد، ۱۷ - لعاره‌آباد، ۱۸ - عزت‌آباد، ۱۹ - محمدآباد سفلی، ۲۰ -چهارباغ، ۲۱
- مهرآباد، ۲۲ - حاجی‌آباد، ۲۳ - خاروان، ۲۴ - بیدکوه، ۲۵ - مزرعه خوید، ۲۶ -
هاشم‌آباد، ۲۷ - قاسم‌آباد، ۲۸ - حسن‌آباد، ۲۹ - مزرعه سید، ۳۰ - فخرآباد، ۳۱ -
مزرعه باقر، ۳۲ - هاشم‌آب‌اد، ۳۳ - چیوجه، ۳۴ - سفیدار، ۳۵ - نجف‌آباد، ۳۶ - کجان،
۳۷ - مزرعه زوروگی، ۳۸ - حاجی‌آباد، ۳۹ -وندیش، ۴۰ - محمدآباد، ۴۱ - عباس‌آباد، ۴۲
- صالح‌آباد، ۴۳ - خونیجه (خنیچینی)، ۴۴ - مزرعه حیدر، ۴۵ - آشنان، ۴۶ -
حزن‌آباد، ۴۷ - مهرآوران، ۴۸ -علی‌آباد، ۴۹ - ایلبه، ۵۰ - قاسم‌آباد، ۵۱ -
حسن‌آباد، ۵۲ - حجت‌آباد، ۵۳ - سرخونی، ۵۴ - چشمه جوجی، ۵۵ - لاهره، ۵۶ - سرچشمه،
۵۷ - اصغرآباد (کربعلی)، ۵۸ - محمودآباد، ۵۹ - بخاردانی، ۶۰ - هفتار، ۶۱ - بوزوک،
۶۲ - معطل‌آباد، ۶۳ - حیدرآباد، ۶۴ - مزرعه سید، ۶۵ - یوزوکچه، ۶۶ - ولی‌آباد، ۶۷-
اکبرآباد، ۶۸ - لااژدها
، ۶۹ - برومند، ۷۰ - یک‌درخت، ۷۱ - نصرآباد، ۷۲ - چوبی‌آباد، ۷۳ - اشکستان، ۷۴ -
تیرآباد، ۷۵ - شاهکوه، ۷۶ - صالح‌اب‌اد، ۷۷- گاله‌کجان، ۷۸ - چاله‌شکمبه، ۷۹ -
همت‌آباد، ۸۰ - خیرآباد، ۸۱ - مقصودآباد (مقصودآباد)، ۸۲ - مزرعه سید، ۸۳ - محمهْ
آبادعلیا، ۸۴ - خالق‌آباد، ۸۵ -چشمه سرخه ۸۶- صفی آباد 